# Бортовые средства объективного контроля
Бортовы́е сре́дства объекти́вного контро́ля (бортовые СОК), также Контрольно-записывающая аппаратура (КЗА) — технические средства, предназначенные для регистрации и сохранения полетной информации, характеризующей условия полёта, действия экипажа и функционирование бортового оборудования. СОК используются для: анализа причин и предупреждения лётных происшествий; технической диагностики бортового оборудования и прогнозирования его технического состояния; оценки действий летного состава при выполнении полетного задания.
Существуют бортовые устройства регистрации параметров полёта (бортовые самописцы), бортовые магнитофоны, а также интегральные устройства, совмещающие в себе функции обоих видов регистраторов.

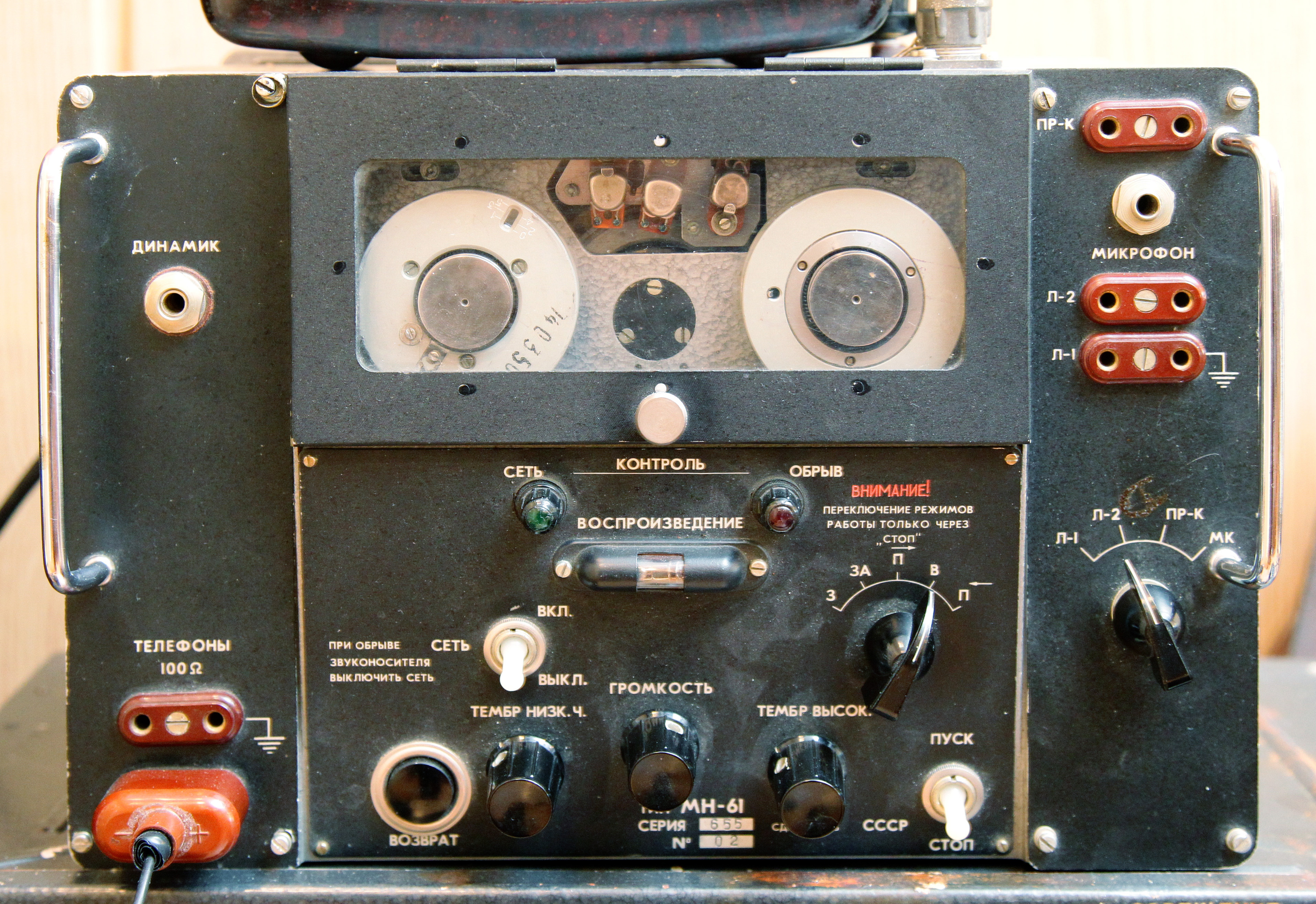
Наземный речевой регистратор «МН-61» пригоден как для фиксации радиообмена, так и для воспроизведения записей бортовых магнитофонов

Материалами ОК считаются первичные носители бортовой и наземной информации (фотоплёнки, магнитные ленты и др.).
Данными ОК считаются результаты обработки первичных носителей информации (карточки, протоколы, распечатки и др.)
При аварии или катастрофе воздушного судна разрешение на вскрытие контейнера с носителем информации и обработку материалов ОК даёт председатель комиссии, производящий расследование лётного происшествия.

## Бортовые устройства регистрации

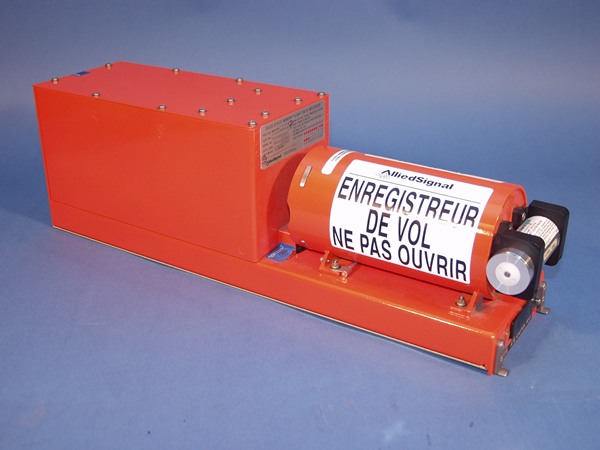
Бортовой самописец. Надпись гласит — «Бортовой самописец. Не открывать»

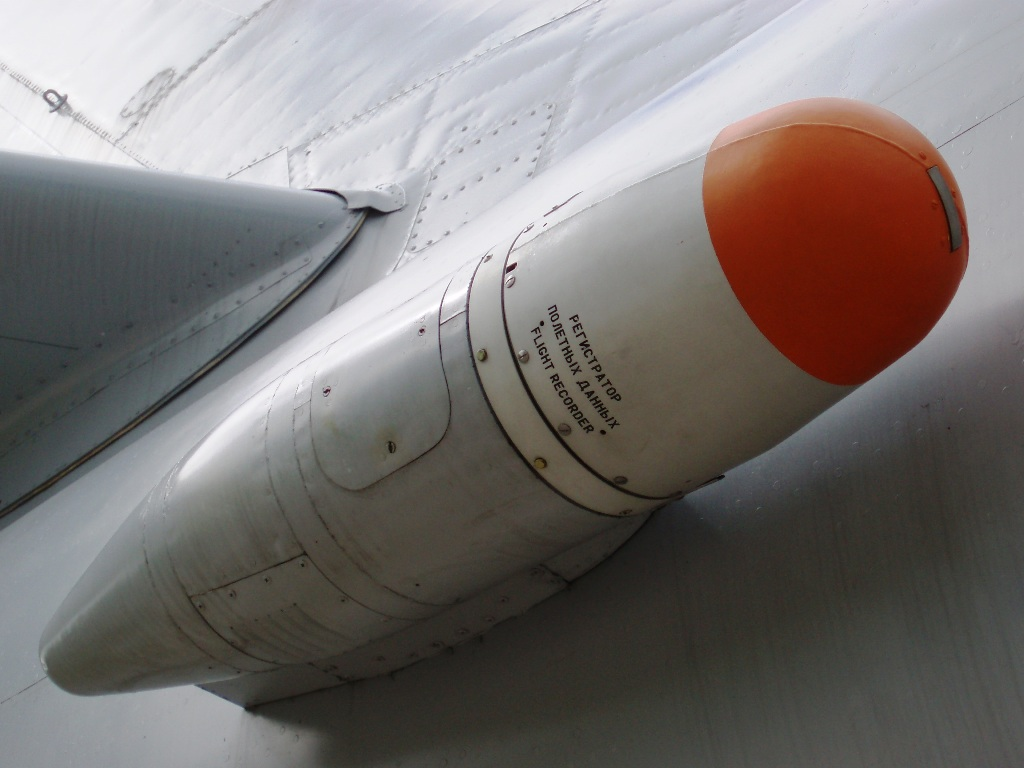
Аварийный регистратор с радиомаяком «Опушка-ВМ»

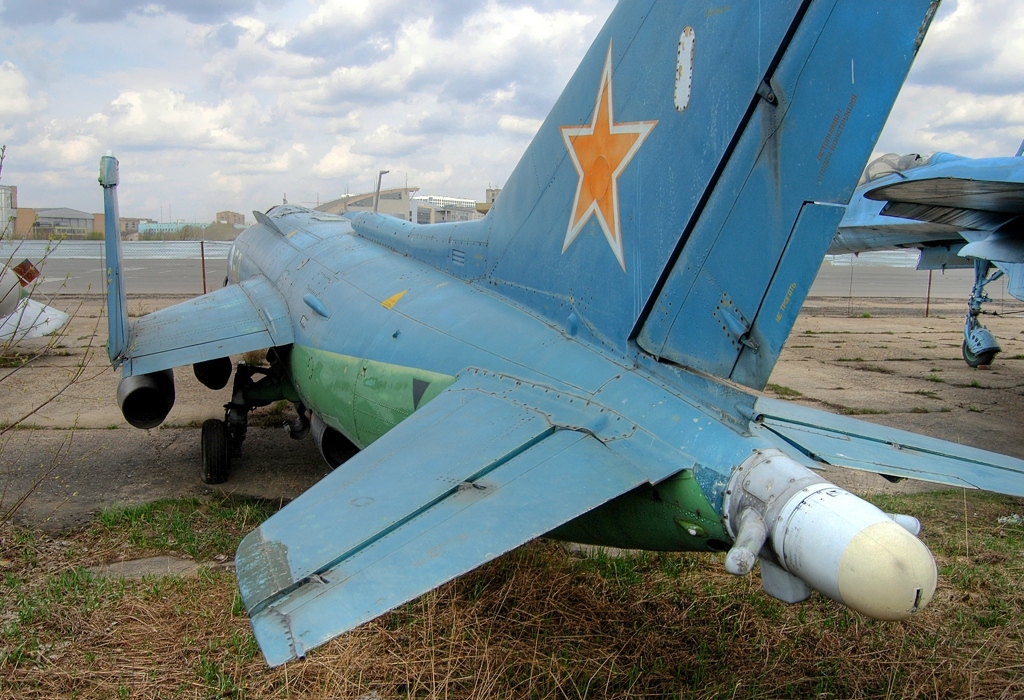
Аварийный регистратор с радиомаяком «Опушка-ВМ» в хвостовой части самолёта Як-38

### Общие сведения
Бортовые устройства регистрации (БУР) предназначены для автоматической записи параметров полёта (высоты, скоростей полёта, частоты вращения ротора авиадвигателей, углов атаки, ускорений) и параметров наиболее важных агрегатов и систем.
Классификация БУР:

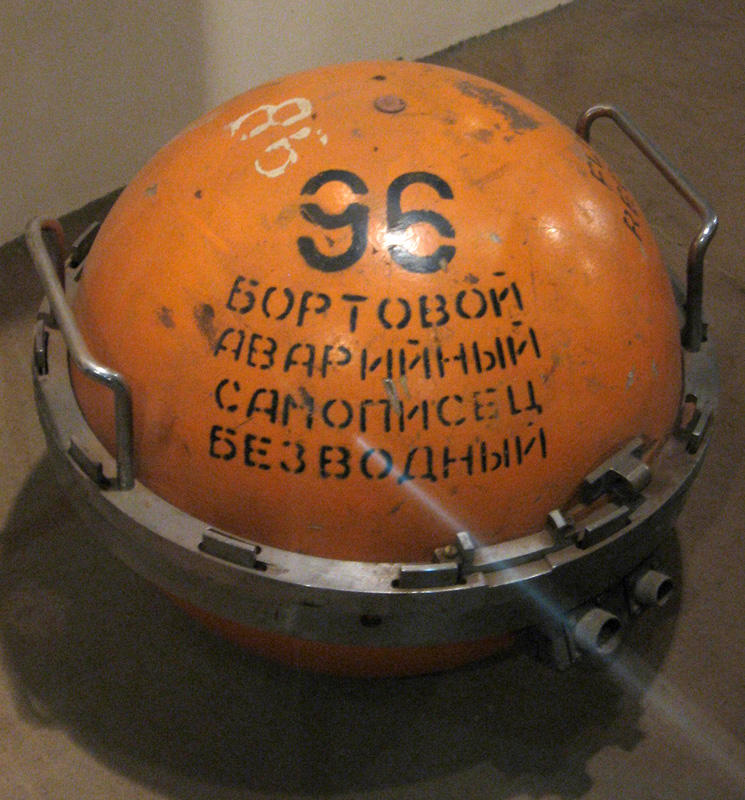
Аварийный регистратор полётных данных системы МСРП-12-96

- По функциональному назначению БУР подразделяются на аварийные, эксплуатационные и испытательные.
  - Аварийные БУР для накопления и сохранения полетной информации, которая может быть использована при расследовании инцидентов, аварий и катастроф.
  - Эксплуатационные системы регистрации записывают значительно большее число параметров, чем аварийные БУР. Накопитель эксплуатационного регистратора защиты не имеет и при авариях не спасается.
  - Испытательные системы регистрации используются при проведении различного рода летных испытаний образцов авиационной техники.
- По принципу записи информации БУР делятся на механические, оптические (осциллографические), магнитные и электронные с твердотельными ЗУ; в механических и оптических накопителях сигнал записывается в аналоговой форме, в магнитных и электронные — в цифровой.
  - БУР с механической записью делятся на бароспидографы и самописцы. Они использовались на старых типах ЛА и имели малое количество записываемых параметров. К таким устройствам относятся: барограф-высотописец АД-2, где запись производилась чернилами на бумажной ленте; двухканальные бароспидографы К2-713, К2-717, на которых информация записывается царапаньем по бумаге со спецпокрытием; трёхкомпонентный самописец К3-63 (высоты, скорости и перегрузки), в котором запись осуществляется процарапыванием эмульсии на прозрачной 35-мм фотоплёнке.
  - БУР с оптической записью также являются устаревшим видом оборудования, накопитель информации в них является шлейфовым осциллографом с фотоплёнкой в качестве носителя информации. Примером оптических БУР может служить САРПП-12, К12-22, САРПП-24. САРПП-12 широко применяется на вертолётах Ми-8 и некоторых военных самолётах.
  - В магнитных БУР в качестве носителя используется магнитная лента, иногда проволока, запись информации производится в виде время-импульсного, частотного или цифрового кода. Примерами магнитных БУР могут служить МСРП-12-96, МСРП-64, МСРП-256, «Тестер УЗ».
  - БУР с твердотельным накопителем — новое поколение устройств регистрации, примеры таких устройств: ТБН-К-4 — эксплуатационный и ЗБН-1-3 — защищённый (аварийный).

Российские/советские магнитные регистраторы полётных данных представлены широко распространёнными системами типа МСРП и «Тестер» различных модификаций, как в гражданской, так и в военной авиации.

### МСРП-64

Лентопротяжный механизм МЛП-14-5 системы МСРП-64

На самолётах, производимых в СССР с конца 1960-х годов применялась система МСРП-64.
Система МСРП-64 обеспечивает регистрацию измерительной, служебной и вспомогательной информации. Измерительная информация включает аналоговые параметры и разовые команды, записанные на плёнку в цифровом восьмиразрядном двоичном коде. Служебная информация записывается в восьмиразрядном условном двоично-десятичном коде. Вспомогательная информация состоит из отметок времени, кадровых, субкадровых и канальных импульсов. В качестве носителя информации используется магнитная лента шириной 19,05 мм и толщиной 0,055 мм. Скорость протяжки ленты составляет 2,67 мм/с. Запись информации выполняется двумя блоками головок — каждый блок содержит 14 записывающих головок, которые одновременно являются и стирающими.
Один кадр записи представляет собой участок магнитной ленты, на котором записана информация одного цикла (одной сек.) и состоит из 64 каналов (отсюда и название — МСРП-64).
Система состоит из устройства преобразующего УП-2, пульта управления ПУ-13, индикатора текущего времени ИТВ-2, двух накопителей информации МЛП-6 и МЛП-9, распределительного щитка ЩР-3, распределительного устройства РУ-1, группы датчиков аналоговых сигналов ДАС-1 — ДАС-48 и датчиков разовых команд ДРС-1 — ДРС-32. Аварийный накопитель установлен в титановом бронекорпусе шарообразной формы оранжевого цвета с надписями на русском и английском языках. Рабочий накопитель расположен в цилиндрическом корпусе из алюминиевого сплава.
Примечание. Система МСРП-64 за время эксплуатации несколько раз совершенствовалась и имеет несколько различных модификаций, несколько различных меж собой.
Декодирование информации, записанной системой, производится на наземном декодирующем устройстве НДУ-8 или на системе автоматизированной и экспресс-обработке полётной информации «Луч-74» на основе ЭВМ М6000, «Луч-84» на основе управляющего вычислительного комплекса СМ-1420. Также существует более современный программный комплекс по обработке данных регистратора типа МСРП-12-96 и МСРП-64 — Луч-ТН.02 под управлением операционной системы Windows. Имеются также и другие программы для обработки полетной информации.
«Луч-74» — универсальная стационарная система автоматизированной экспресс-обработки полётных данных с документированием, и предназначена для дешифрирования полетной информации, записанной бортовыми устройствами регистрации типа «Тестер-УЗ», МСРП-64 и МСРП-12-96, то есть всеми основными типами магнитных регистраторов.
При экспресс-обработке полётной информации система выдаёт бумажный информационный бланк экспресс-анализа, и может быть выведена сигналограмма на графопостроителе.

## Бортовые магнитофоны

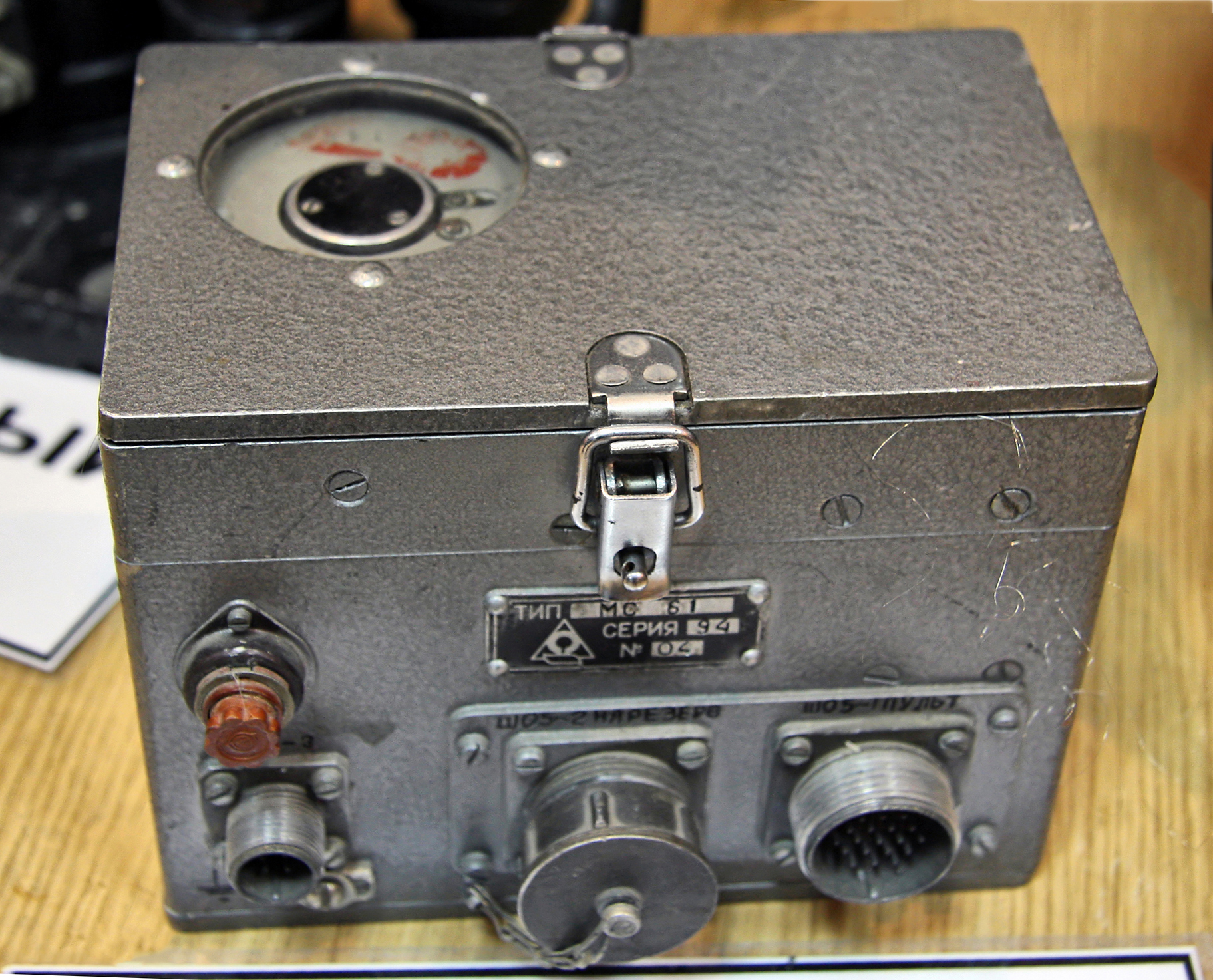
Советский аналоговый бортовой магнитофон МС-61

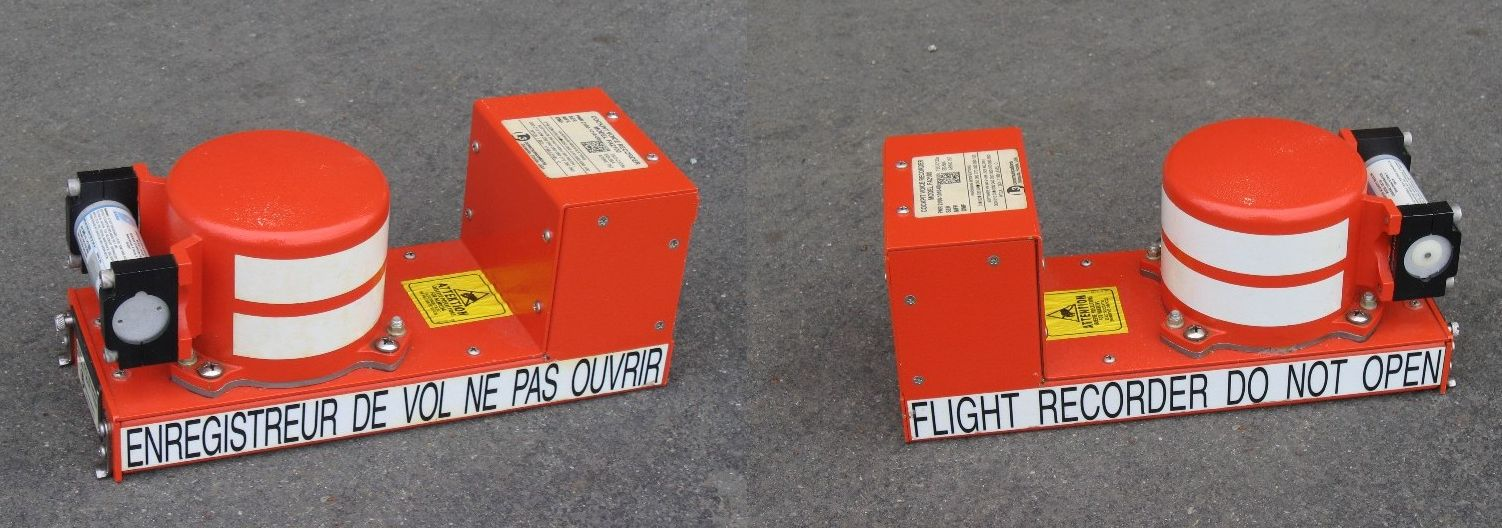
Современный цифровой бортовой магнитофон

- Бортовые магнитофоны предназначены для записи речевой информации — переговоров экипажа по внешней или внутренней связи (в некоторых специальных случаях возможно применение в качестве СОК видеомагнитофонов — для записи видеоинформации о происходящем на борту).
- Бортовые магнитофоны можно классифицировать по разным типам применяемых носителей информации.
  - Магнитофоны с записью на стальную проволоку, например: МС-61Б, П-503Б
  - Магнитофоны с записью на магнитную ленту, например: МАРС-БМ
  - Магнитофоны с записью на твердотельное ЗУ, например: П-507М, Р-ЗБН (речевой защищённый бортовой накопитель).

В военной авиации СССР и РФ, перед каждым вылетом выполняется стандартная процедура: после занятия экипажем рабочих мест, командиром экипажа (корабля) сразу даётся команда на включение речевого самописца, и командир делает контрольную запись (как пример): « Московское время (Иркутское, Камчатское и т. д., по фактическому аэродрому взлёта) 5 часов 32 минуты (текущее время, выставленное на борту), самолёт № 34 (фактический бортовой номер ВС), экипаж майора Иванова (звание и фамилия командира), упражнение № 62 КБП (курса боевой подготовки на данном типе ЛА) — полёт в зону на отработку элементов пилотирования (расшифровка полётного задания); экипаж, доложить о готовности к полёту!» После докладов о готовности, командиром даётся команда на чтение карты контрольных проверок — все операции по подготовке к взлёту проговариваются и фиксируются магнитофоном. По завершении полёта речевой самописец выключается в самую последнюю очередь, то есть фактически запись ведётся всё время нахождения лётного экипажа в кабине.

## Фото- и видеоконтрольные устройства
В ряде случаев для контроля применяется фото-, кино- или видеозапись, позволяющая с высокой достоверностью оценить действия лётчика или членов экипажа. Примером может служить фотопулемёт, записывающий визуальную информацию с прицела или экрана индикатора в момент применения оружия. Также может устанавливаться фото- или видеокамера, записывающая изображение части приборной доски или всего рабочего места.
Примером может служить фотоприставка ФАРМ-2 (ФАРМ-3), предназначенная для фотоконтроля экрана РЛС. Представляет собой малогабаритный автоматический 35-мм фотоаппарат.

## Специальные регистраторы параметров

Шлейфовый осциллограф К-12-22

При испытаниях и проверках авиационной техники для контроля параметров исследуемого объекта применяются различные приборы и аппаратура. В частности, широко использовались многоканальные шлейфовые осциллографы, принцип работы которых основан на записи сигналов световыми лучами на специальную фотобумагу, затем обрабатываемую в фотолаборатории. Примером может служить 12-канальный осциллограф К-12-22, позволяющий записать одновременно 12 электрических сигналов различного характера. Принцип работы данного осциллографа основан на использовании миниатюрных гальванометров. каждый гальванометр имеет герметичное исполнениеи смонтирован в небольшом цилиндре. Основой гальванометра служит подвижное микрозеркало. Для того, чтобы отклонение зеркала было достаточным, используется внешнийпостоянный магнит. Осциллограф имеет возможность записи как на черно-белую, так и на цветную фотопленку (для этого используются специальные светофильтры. входящие в конструкцию прибора). Для привязки исследуемых процессов к времени используется специальная щелевая газосветная лампа. Для питания лампы используется трансформатор, входящий в состав прибора.  возможно как ручное формирование отмеки (с помощью кнопки), так и автоматическое - с помощью самолетных часов-отметчика времени. Прибор рассчитан на питание от бортовой самолетной сети постоянного тока (+27 В). 

## Конструкция
Накопитель информации СОК, используемых для расследования авиационных происшествий, должен иметь жаро- и ударопрочный герметичный корпус, окрашенный в ярко-оранжевый цвет (невыгорающей краской), с предупреждающими надписями на разных языках (английский — обязателен). Как правило, если это конструктивно возможно, корпус делают в виде шара или цилиндра.

## История
- В 1930-х был выдан забавный патент на устройство звукозаписи для кабин самолётов. В прочном защитном кожухе помещалось нечто вроде фонографа Эдисона — валик, на котором нарезалась дорожка. Однако устройства записи параметрических данных были созданы раньше звуковых[1].
- Регистрирующие устройства с небольшим количеством записываемых параметров (2—3) устанавливались на советских самолётах с первых лет Великой Отечественной войны[источник не указан 1069 дней].
- В 1950-х австралийский инженер Дэвид Уоррен разработал регистратор, записывающий одновременно звук из кабины и параметры полёта. В 1960-х БУР Уоррена стали устанавливать на лайнеры, совершающие коммерческие рейсы[1]. Впоследствии аналоговые речевой и параметрический регистраторы были конструктивно разнесены в отдельные устройства, но в настоящее время цифровые совмещённые регистраторы параметров и звука чаще вновь выпускают в виде моноблока[2].
- В мае 1965 года Международная организация гражданской авиации (ИКАО) рекомендовала всем государствам уделять особое внимание применению средств объективного контроля, однако, в России их бурное развитие началось только после вступления СССР в ИКАО в 1970 году, так как полёт самолётов на международных линиях разрешен только с использованием СОК.
- За рубежом большой вклад в разработку первых бортовых средств объективного контроля внесли Франсуа Юссено (François Hussenot) и Дэвид Уоррен.
- Исторически сложились несколько стереотипов в СМИ, которые могут дезинформировать неспециалистов. Например, жаргонный термин чёрный ящик в отношении бортового аварийного регистратора. Входящий в состав бортовых средств регистрации собственно аварийный накопитель данных часто не является «ящиком», так как для противостояния ударным перегрузкам, высокой температуре и давлению воды его корпус может выполняться в форме шара и всегда окрашивается в ярко-оранжевый или красный цвет (что предусмотрено нормами лётной годности). Или же выражение расшифровка чёрного ящика. На самом деле информация в  бортовых устройствах регистрации не шифруется, она записывается в установленном её разработчиком формате и при отсутствии серьёзных повреждений носителя данных её можно относительно быстро считать и обработать на соответствующей наземной аппаратуре. При повреждении носителя данных в результате катастрофы может потребоваться более трудоемкая работа по восстановлению информации, которая выполняется по специальным технологиям, зависящим от принципа записи данных и их физического носителя. В этом случае не всегда возможно извлечение полного объема записанной информации.

### Стандарты
- ОСТ 1 01080-95. Устройства регистрации бортовые с защищёнными накопителями. Общие технические требования.
- ОСТ 1 03996-81. Накопители эксплуатационные бортовых устройств регистрации. Типы, основные параметры и технические требования.
- ОСТ 1 00774-98. Система сбора и обработки полетной информации самолётов (вертолётов). Общие технические требования.
- TSO-C124a FAA Regs

### Авиационные правила
- Постановление Правительства РФ от 2 декабря 1999 г. № 1329 «Правила расследования авиационных происшествий и авиационных инцидентов с государственными воздушными судами в Российской Федерации»
- Приказ Министерства обороны РФ от 17 октября 2001 г. № 420 «Об утверждении Федеральных авиационных правил по организации объективного контроля в государственной авиации»
- Авиационные правила АП-21. Процедуры сертификации авиационной техники.